# Zelfzwichter

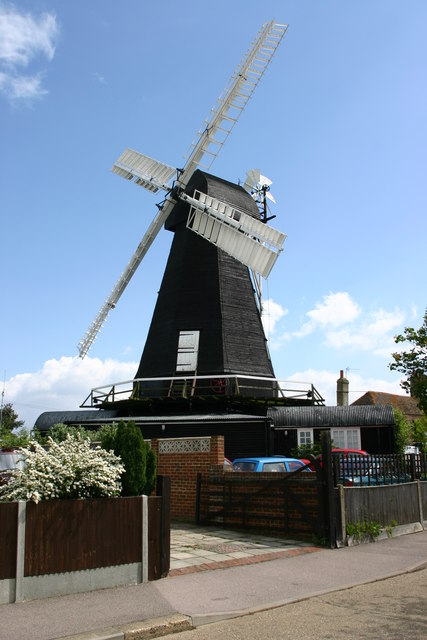
Zelfzwichting en zelfkruiing bij een Engelse molen in Herne

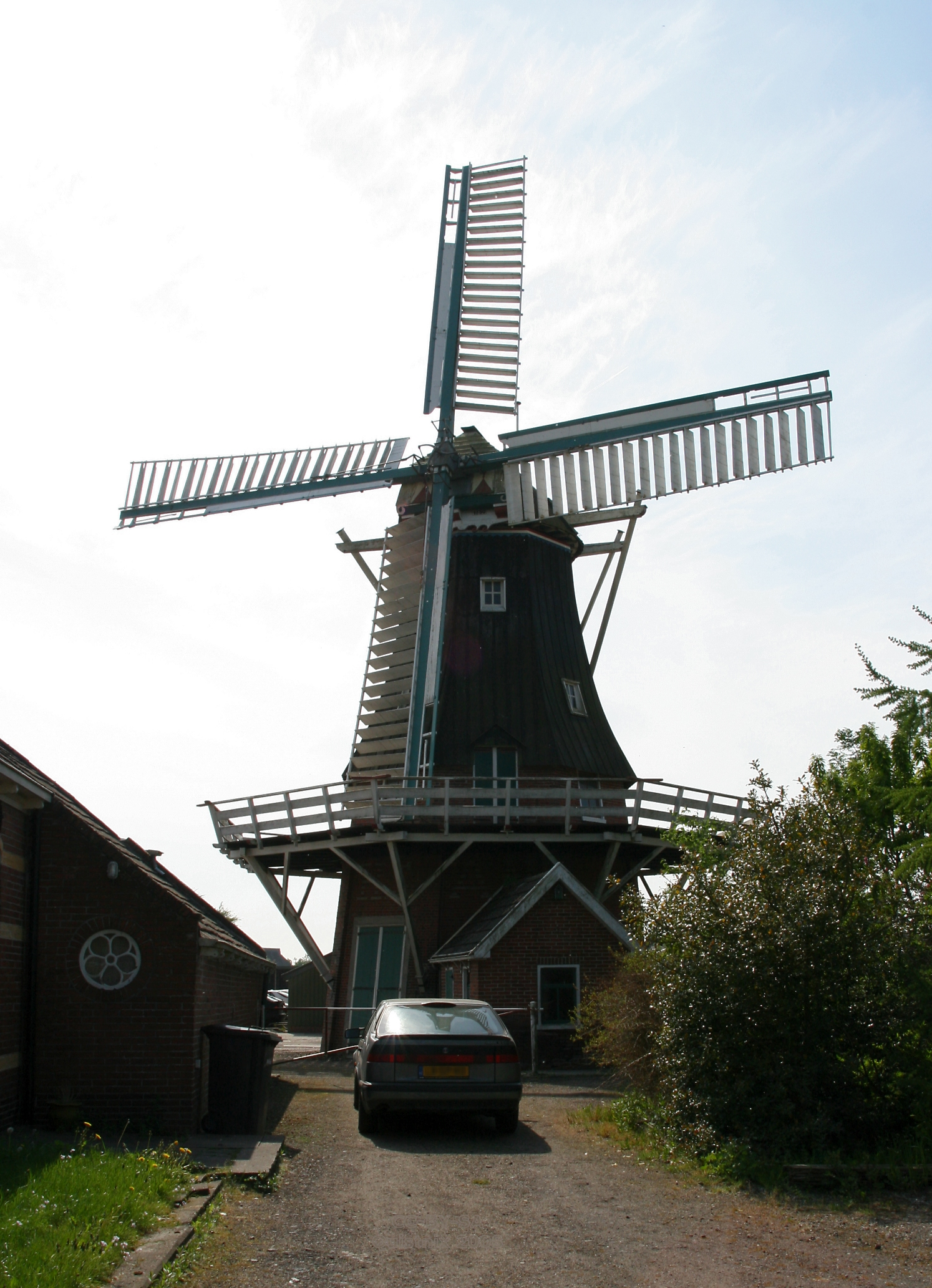
Geopende zelfzwichtingskleppen van de korenmolen Windlust in Overschild

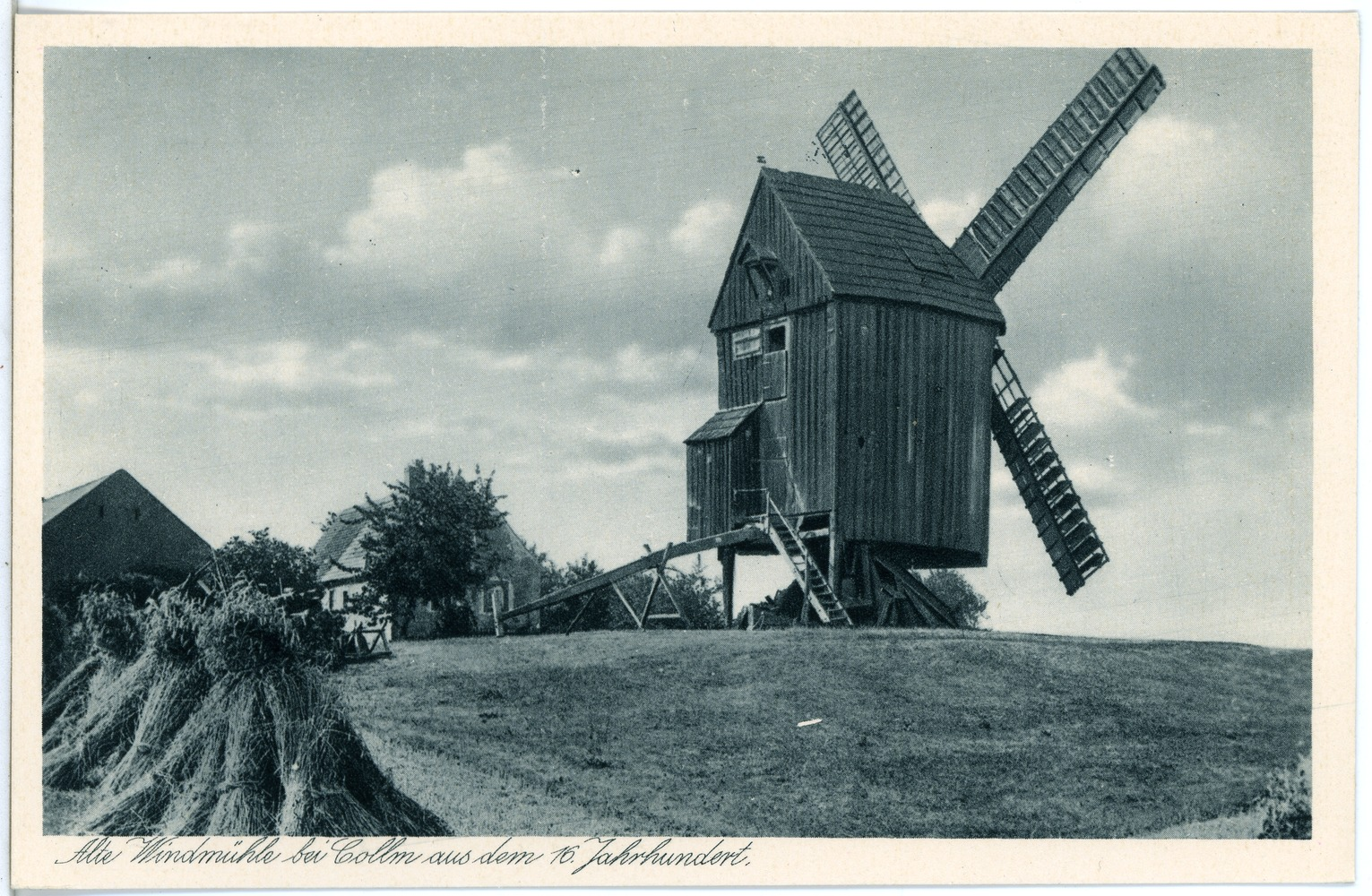
Duitse standerdmolen met zelfzwichting in Collm (Sachsen)

Een zelfzwichter is een type windmolen dat wordt gekenmerkt door het feit dat de wieken zijn voorzien van kantelbare kleppen die automatisch hun stand aanpassen aan de kracht van de wind. Een ingenieus overbrengingssysteem bestaande uit een spin op de kop van de bovenas en een zwichtstang door de doorboorde bovenas zorgt hiervoor.
Het zelfzwichtingsysteem werd in 1772 in Engeland uitgevonden door Andrew Meikle en in 1807 verder verbeterd door William Cubitt. In 1891 werd dit systeem voor het eerst toegepast in Nederland. De wiek heeft jaloezieën, die bij een normale windkracht plat blijven liggen (en een gesloten wiek-oppervlak vormen) en bij toenemende wind steeds verder opengaan. De as van een klepje zit op een derde van de bovenkant van het klepje. Een uitzondering hierop vormt De Sterrenberg, waarbij het asje op een derde van de onderkant op het klepje zit. Alle klepjes zijn gelagerd in twee looplatten en met elkaar verbonden met een treklat, die ervoor zorgt dat alle klepjes tegelijk (gedeeltelijk) open- of dichtgaan. Het moment van opengaan wordt ingesteld met behulp van gewichten. Ook dit type zelfzwichting heeft een zeeg, waarbij de klepjes niet recht tussen de binnenste en buitenste looplat zitten en scheluw zijn gezaagd of geschaafd. Vroeger was een klep gemaakt van houten schaliën, tegenwoordig veelal van watervast triplex of aluminium. De roede heeft ongeveer de helft minder heklatten dan die van een Oudhollands systeem. De molenaar heeft met dit type zelfzwichting minder omkijken naar het zwichten dan bij het opleggen van de zeilen. Een nadeel van dit type zelfzwichting is echter dat als de wind achter op de wiek blaast de klepjes dichtgaan en de molen achteruit wil gaan draaien. Om dit tegen te gaan wordt de koppellat geborgd tegen het dichtgaan met een haak, maar daarnaast is het verstandig de molen uit de wind te houden.

## Ten Have-systeem
G.J. ten Have uit Vorden ontwierp in 1939 een zelfzwichtingsysteem dat bekendstaat onder het Ten Have-systeem, waarbij de wieken draaibare houten borden hebben in plaats van een hekwerk met zeilen. De lengteas zit uit het midden op twee vijfde van de bordbreedte gerekend vanaf de roede, waardoor de wind de klep open kan drukken. Een deel van de wiek draait om een lengteas, die voorzien is van centrifugaalgewichten, waardoor bij het sneller draaien van de wieken de borden kantelen ten gevolge van de centrifugale kracht. De zelfzwichting gebeurt dus deels door winddruk en deels door centrifugale kracht. Een stel andere gewichten aan de achterzijde van de doorboorde as zorgen ervoor dat bij het langzamer draaien de borden weer worden vlak getrokken. Voor verdere regeling kunnen bij de staart van de molen de gewichten met een ketting versteld worden. Een roede met Ten Have-klep heeft meestal ook een Van Busselneus. Hierdoor treden bij het sneller draaien van het gevlucht direct achter de roe steeds meer luchtwervelingen op, waardoor de klep eerder opengaat.

## Locaties
Molens met het oorspronkelijke zelfzwichtingssysteem zijn voornamelijk in de provincie Groningen te vinden. Ongeveer de helft van het nog bestaande molenbestand is in deze provincie nog uitgerust met het systeem. Ook in het noorden van de provincie Friesland komt het nog tamelijk veel voor alsmede ook bij enkele molens in Drenthe. Verder zijn enkele molens in Noord-Holland, Noord-Brabant en Gelderland ermee uitgerust. Het systeem van molenmaker Ten Have is zeer veel in de Achterhoek te vinden, maar ook in de meeste andere provincies zijn enkele molens met dit systeem.

## Fotogalerij

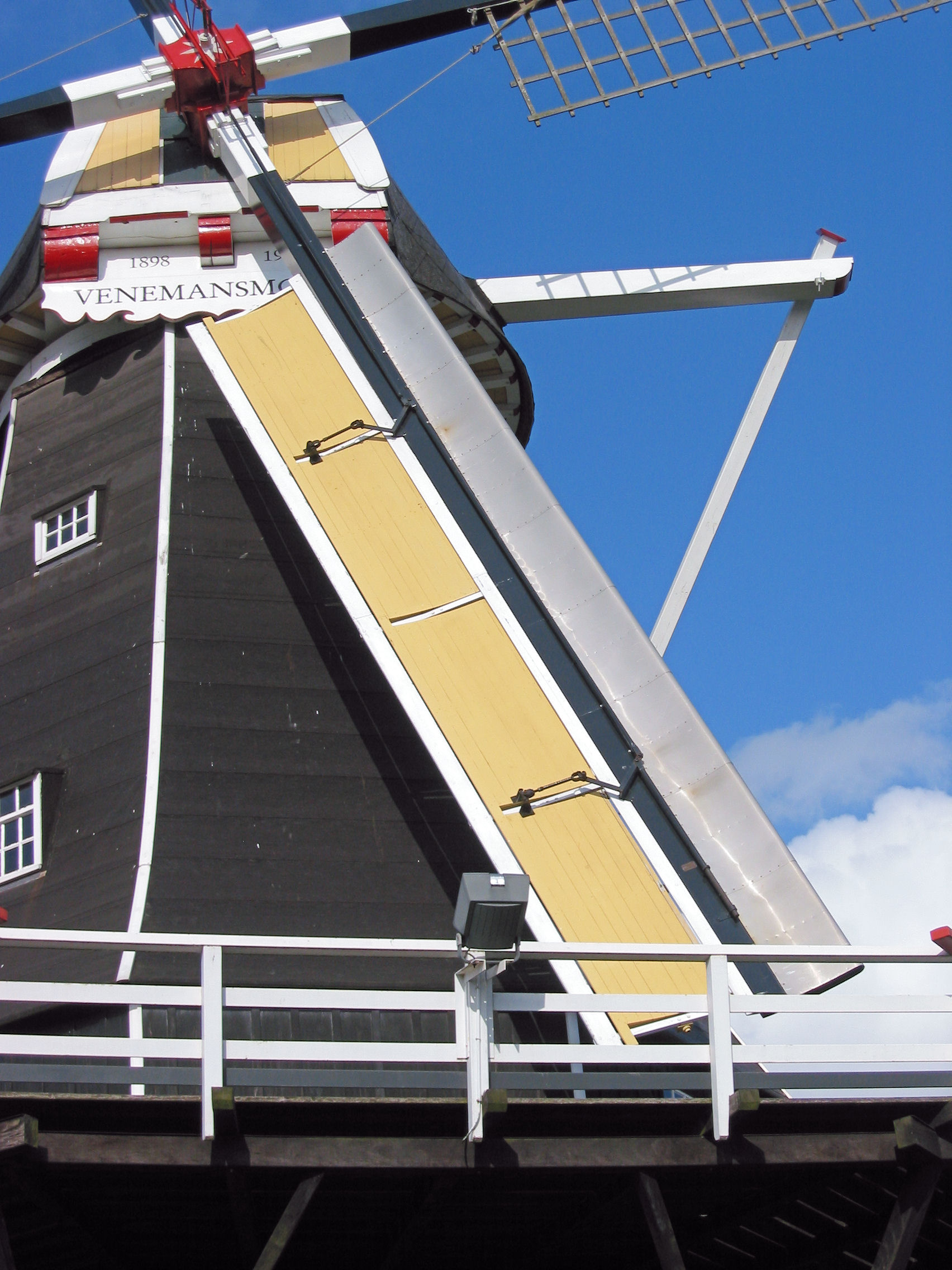
Ten Have-klep met van Busselneus op de Venemansmolen in Winterswijk.
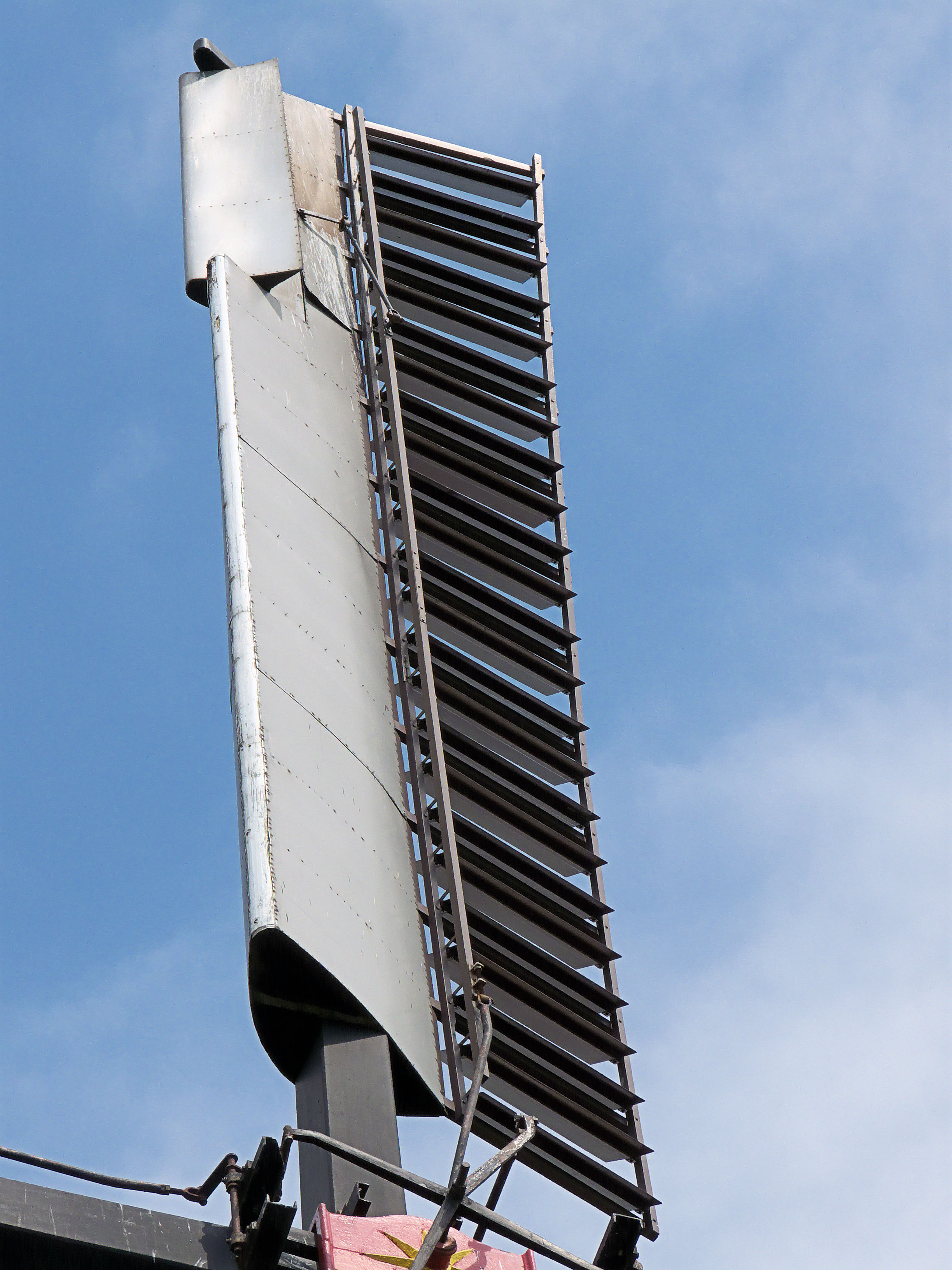
Dekkerwiek met remklep en zelfzwichting van De Traanroeier op Texel
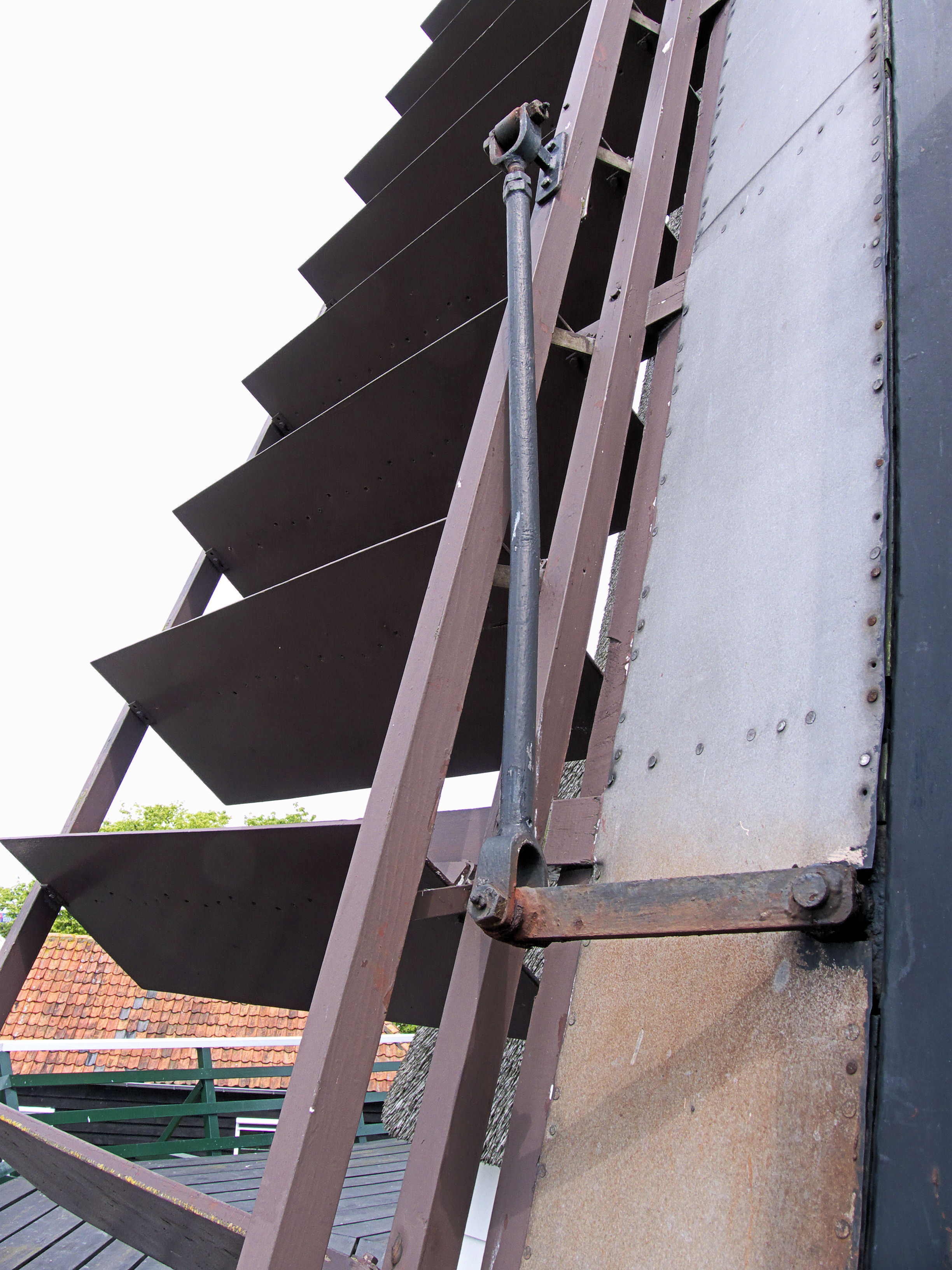
Treklat voor de kleppen
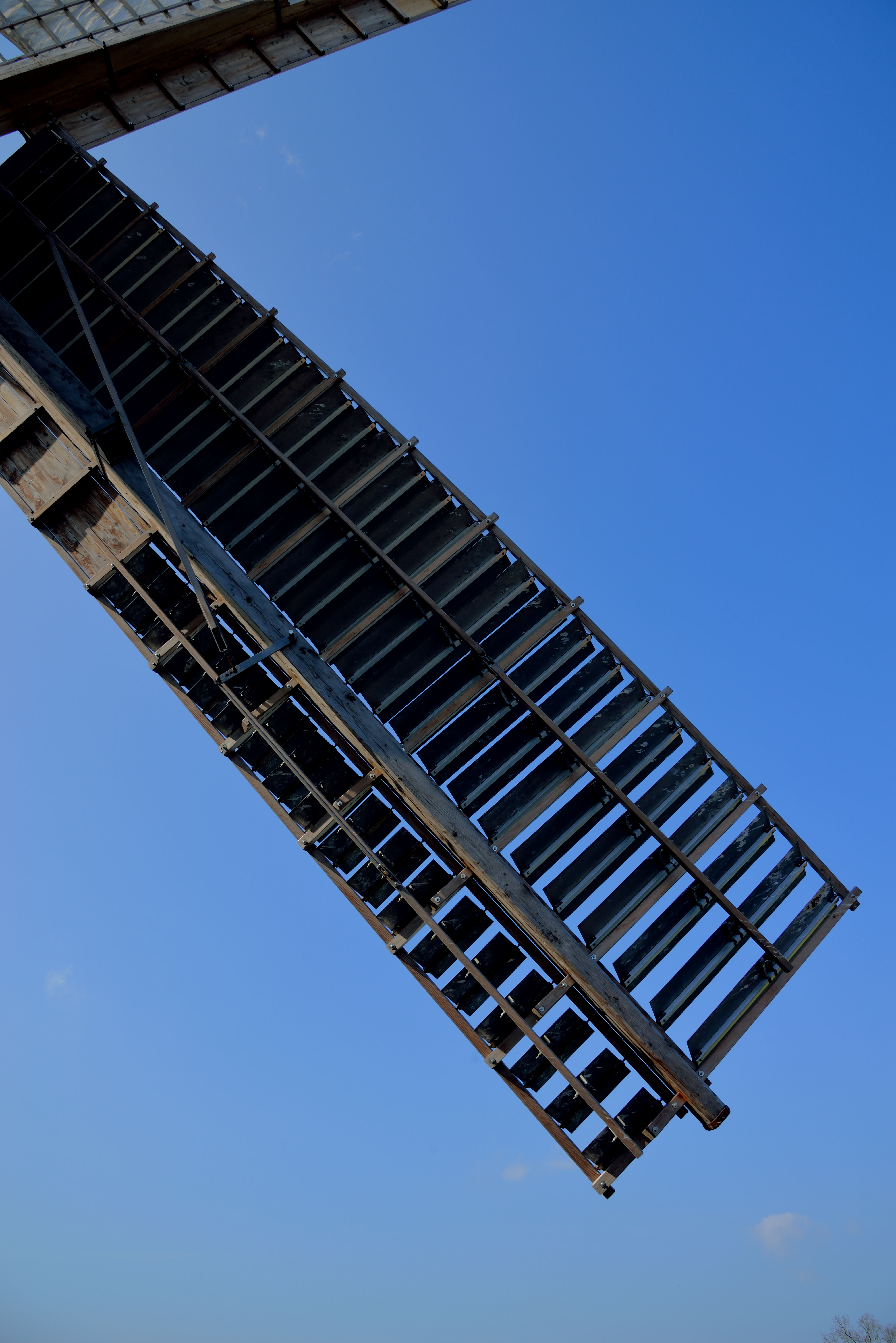
Zelfzwichting ook op windborden bij Windmühle Messlingen